# Carazo (kommun)
Carazo är en kommun i Spanien.   Den ligger i provinsen Provincia de Burgos och regionen Kastilien och Leon, i den centrala delen av landet, 170 km norr om huvudstaden Madrid. Arean är 26,0 kvadratkilometer.
Terrängen i Carazo är kuperad norrut, men söderut är den platt.